# Nick Youngquest
Nicholas Frederick Youngquest (Sydney, 28 luglio 1983) è un rugbista a 13 e modello australiano, tre quarti ala della formazione britannica dei Castleford Tigers, club nel quale milita dal 2011.
Nel 2006, insieme ad altri colleghi, posò nudo per un calendario di modelli maschili i proventi della cui vendita erano destinati alla raccolta fondi per la ricerca sul cancro al seno, ma la cosa suscitò polemiche in ambito sportivo; successivamente ha continuato a posare nudo, specialmente per riviste destinate al pubblico omosessuale, che lo ha eletto icona gay.

## Biografia
Nick Youngquest è nato a Sydney, capitale del Nuovo Galles del Sud, in una famiglia di lontane origini svedesi.
Debuttante da professionista nella National Rugby League del 2003 nelle file dei Cronulla Sharks, formazione dei sobborghi di Sydney, con tale club totalizzò 5 presenze nella sua prima stagione, per poi trascorrere un biennio al St George - Illawarra, altra compagine dei dintorni della Capitale del Nuovo Galles del Sud.
Nel 2007 disputò una stagione nei Penrith Panthers, poi a fine anno si accordò con i Wests Tigers, ma a metà stagione 2008 lasciò il club, che non lo aveva mai utilizzato, per trasferirsi ai Canterbury Bulldogs.
A fine anno si trasferì in Europa, dapprima in Francia per un breve periodo al Salanque Méditerranée di Pia, poi, a inizio 2009, in Gran Bretagna al Gateshead Thunder, formazione di Newcastle upon Tyne.
Nel 2010 fu in Galles, sempre in Super League, nelle file dei — scomparsi nel 2011 — Crusaders di Cardiff e, a fine anno tornò in una squadra inglese, il Castleford Tigers, in cui attualmente milita.

### Attività da fotomodello
Nel 2006 Youngquest fu protagonista della realizzazione di un calendario a scopo benefico, per finanziare le attività della National Breast Cancer Foundation, organizzazione australiana per la ricerca sul cancro al seno; sul calendario furono riprodotte le foto dello stesso Youngquest e di suoi dodici colleghi della Lega rugby a 13, caratterizzate da nudità parziale o totale; la cosa suscitò vive polemiche in seno alla National Rugby League, un portavoce della quale si affrettò a prendere le distanze dall'iniziativa.
Proprio la foto di Youngquest, immagine associata al mese di giugno, fu quella che suscitò le più aspre polemiche in quanto quella che mostrava, seppure parzialmente, i genitali («Un centesimo di genitale», disse il giocatore per minimizzare le polemiche); la stessa portavoce dell'associazione dichiarò di non avere commissionato direttamente il calendario, ma confermò che la NBCF era effettivamente destinataria dei proventi della vendita dello stesso.
Il calendario, diretto principalmente al pubblico femminile, ebbe successo anche nella comunità omosessuale australiana, proprio grazie alla foto di Youngquest che fu elevato al rango di icona gay.
Ciò spinse Youngquest a intraprendere l'attività di modello in parallelo a quella di rugbista, e a realizzare il suo primo servizio fotografico durante un soggiorno a New York nel 2009 presso la sua fidanzata. Il rugbista ha posato anche per alcuni scatti in bianco e nero in con il corpo nudo bagnato per il settimanale Cosmopolitan, e in un servizio fotografico per la linea di intimo di Calvin Klein in cui posa seduto su una poltrona a gambe divaricate, e in alcuni scatti interamente nudo con le mutande sfilate ripiegate sopra i genitali.
Tra le sue apparizioni come modello pubblicitario figura anche quella per il profumo da uomo Invictus, della maison di Paco Rabanne nel luglio 2013.
È sotto contratto, per i diritti fotografici di modello, con l'agenzia Nous Model Management di Los Angeles (Stati Uniti).

## Vita privata
Nella vita privata Youngquest ha avuto una relazione con la supermodella brasiliana Luma Grothe dal 2015 al 2019. Precedentemente è stato sposato due volte: nel 2009, con la ballerina australiana Kassy Lee.
Successivamente con Mira Jones.
Nei Crusaders Nick Youngquest fu compagno di squadra di Gareth Thomas, ex quindicista recordman di presenze per il Galles, omosessuale dichiarato: all'epoca Youngquest era già apparso sulla copertina della rivista gay britannica Attitude e, quando Thomas fu ingaggiato dai Crusaders, alcuni suoi nuovi compagni gli diedero il benvenuto dicendo: «Ooh, adesso che sei arrivato tu, Nick non sarà contento che gli si rubi il posto!».